# Vlastimil Válek
Vlastimil Válek (ur. 17 maja 1960 w Brnie) – czeski lekarz, polityk i samorządowiec, wiceprzewodniczący partii TOP 09, deputowany do Izby Poselskiej, od 2021 wicepremier i minister zdrowia.

## Życiorys
Ukończył szkołę średnią w Brzecławiu (1979), a następnie studia medyczne na Uniwersytecie Jana Ewangelisty Purkyniego w Brnie (1985). Uzyskiwał specjalizacje I (1988) i II (1992) stopnia z zakresu radiodiagnostyki. Został nauczycielem akademickim na macierzystej uczelni (przemianowanej na Uniwersytet Masaryka). W 1993 obronił na niej dysertację kandydacką, habilitował się w 1999, a w 2003 uzyskał profesurę. W 2005 objął kierownictwo katedry metod obrazowania na wydziale lekarskim. Jako lekarz od 1985 związany ze szpitalem uniwersyteckim w Brnie, powierzono mu stanowisko kierownika kliniki radiologii i medycyny nuklearnej, a w 2012 został wicedyrektorem placówki. Członek krajowych i międzynarodowych organizacji medycznych, w latach 2014–2017 był przewodniczącym czeskiego towarzystwa radiologicznego (Radiologická společnost ČLS JEP).
Wstąpił do ugrupowania TOP 09, w 2010 został radnym dzielnicy Brno-Líšeň. W latach 2012–2016 pełnił funkcję radnego kraju południowomorawskiego. W wyborach w 2017 uzyskał mandat deputowanego do Izby Poselskiej. W 2021 z powodzeniem ubiegał się o reelekcję. W 2019 został wiceprzewodniczącym swojego ugrupowania.
W grudniu 2021 objął stanowiska wicepremiera oraz ministra zdrowia w nowo powołanym rządzie Petra Fiali.